# کولمانیت
 کولمانیت  (به انگلیسی: Colemanite) با فرمول شیمیایی Ca[B (3) B2 (4) O4 (OH)3].H2O از مجموعه کانی هاست و لومیناسانس قوی - فلوئورسانس شدید سبز سیاه یا سیاه نشان می‌دهد. از نام تاجر آمریکائی W.Coleman اخذ شده‌است. در زیر شعله، در HCl حل می‌شود. CaO:۲۷٫۲۸٪ B2O۳:۵۰٫۸۱٪ H2O:۲۱٫۹۱٪ برای اولین بار در ترکیه کشف شد و از نظر شکل بلور: منشوری - پسودورومبوئدر - هم شکل و هم اندازه، رنگ: سفید - خاکستری، شفافیت: شفاف - نیمه کدر، شکستگی: نیمه صدفی - نامنظم، جلا: شیشه ای، رخ: کامل - مطابق با سطح و ناقص مطابق با، سیستم تبلور: مونوکلینیک و در رده‌بندی بورات است همچنین خاصیت مغناطیسی ندارد و منشأ تشکیل آن رسوبی است.
همایند کانی‌شناسی (پارانژ) آن سختی و چگالیاولکسیت - اینوئیت - پریکیت -داتولیت- اولکسیت- ژیپس- کلسیت- سلستین و غیره است
، از نظر ژیزمان بلوری - آگرگات توده‌ای - دانه‌ای فراوان است و بیشتر در آمریکا، URSS، ترکیه، آرژانتین یافت می‌شود.